# Huétor Tájar
Huétor Tájar è un comune spagnolo di 9 340 abitanti situato nella comunità autonoma dell'Andalusia.

## Geografia fisica
Il comune è attraversato dal fiume Genil.